# Acarnus nicoleae
Acarnus nicoleae är en svampdjursart som beskrevs av van Soest, Hooper och Hiemstra 1991. Acarnus nicoleae ingår i släktet Acarnus och familjen Acarnidae. Inga underarter finns listade i Catalogue of Life.